# Brčko (stad)
Brčko (Bosnisch, Kroatisch en Servisch: Brčko, Брчко) is de hoofdstad  van het gelijknamige district in het noorden van Bosnië en Herzegovina met 31.291 inwoners (2008).
De stad lag ten tijde van de Bosnische Burgeroorlog in de jaren negentig in een smalle corridor. Tegenwoordig is de stad het centrum van het district Brčko, een condominium van de twee deelgebieden van Bosnië en Herzegovina, namelijk de Federatie van Bosnië en Herzegovina en de Servische Republiek. Het gebied heeft een grote autonomie onder internationaal toezicht.
Voor de oorlog had de gemeente een inwonertal van 87.332.

## Geboren in Brčko
- Dino Peljto (1987), voetballer
- Vesna Pisarović (1978), zangeres
- Anton Maglica (1991), voetballer
- Mladen Petrić (1981), kroatisch voetballer